# Таманрасет (покрајина)
Таманрасет, једна је од 48 покрајина у Народној Демократској Републици Алжир. Покрајина се налази у југоисточном делу земље у појасу пустиње Сахаре.
Покрајина Таманрасет покрива укупну површину од 556.200 km² и има 198.691 становника (подаци из 2008. године). Највећи град и административни центар покрајине је град Таманрасет.